# Havenstreet and Ashey
Havenstreet and Ashey är en civil parish i Storbritannien.   Den ligger i grevskapet Isle of Wight och riksdelen England, i den södra delen av landet, 120 km sydväst om huvudstaden London. Havenstreet and Ashey ligger på ön Isle of Wight.